# 金恩持
金恩持（2007年5月27日—），韩国女子围棋棋手，韓國棋院九段，入段到九段僅花3年11個月的時間之外，當時以16歲6個月的年齡成為最年輕的九段棋手。

## 生平
出生于首尔，6岁开始接触围棋，7岁加入张秀英围棋道场学习围棋。 2015年，她8岁时出演SBS教育节目《英才發掘團》出名，并在希望之星选拔赛等多项比赛中获奖。在姜昌培围棋研究室接受了姜昌培教练的围棋指导。 2020年1月，金恩持初段以新秀身份参加了2020年韩国女子围棋联赛的选拔比赛。  同年，她作为三陟海上缆车队队员参加韩国女子围棋联赛，并于当年10月22日晋升为二段。
2020年9月29日晚，在韩国职业围棋线上比赛“ORO国手战”中，金恩持在24强战中击败了韩国排名第7的男子顶尖国手李映九，而且几乎是完胜——执黑仅用129手便中盘获胜。但是一位围棋爱好者赛后对对局进行了分析，发现金恩持的手段和AI程序的推荐吻合率高达92%，由此引发了怀疑。随着作弊一事被传开，韩国国家队教练对金恩持进行了面谈，并且请了国内外的AI公司对这盘棋进行了分析。最终，金恩持也承认了利用AI作弊的情况，最终被禁赛一年并于次年返回。 2022年11月21日，达到晋级积分后晋升为四段，12月4日，赢得冠军赛（限制赛），晋升为五段。
2025年，與崔精為Go Ratings排名前100的女流棋士。

## 脚注
1. ↑  . 사이버오로. 2020-01-10  [2023-06-25]. （原始内容存档于2023-06-25）.
2. ↑  . 한겨레. 2020-11-20  [2023-06-25]. （原始内容存档于2023-06-25）.